# Jan Lauwers
Jan Lauwers   (Anvers, 17 d'abril de 1957) és un director flamenc de teatre i dansa contemporània i visual.

## Biografia
Després d'estudiar pintura a la Reial Acadèmia de Belles Arts de Gant, Jan Lauwers va formar l'any 1979 la companyia L'Epigonenensemble, que va presentar les següents representacions: Reeds gewond en het is niet eens oorlog (1981), dE demonstratie (1983), Struiskogel (1983), Background of a Story (1984) i Incident (1985). La companyia es transformaria l'any 1985 en un col·lectiu d'artistes flamencs anomenat l'Epigonentheater zlv, que va desaparèixer l'any 1985 en benefici de la Needcompany fundada l'any 1986 i situada a Brussel·les. Des de llavors, la companyia s'integra per membres de diverses nacionalitats i produeix espectacles en diferents països en diverses llengües.
El llenguatge escènic de Jan Lauwers està orientat a la multiplicació d'àrees d’interès i de mitjans escenificats: teatre, discursos personals, dansa, cançó i vídeos estan íntimament entrellaçats. Aquest concepte pren tot el seu abast en la trilogia informal rebatejada a posteriori com a Sad Face / Happy Face, iniciada el 2004 amb Isabella's room, continuada amb Le Bazar du homard i finalitzada el 2008 per La Maison des cerfs. Aquesta trilogia es va presentar íntegrament durant el Festival d'Avinyó de 2009 en un espectacle únic de 6 hores i 30 minuts.
El 1996 va debutar al Teatre Grec de Barcelona, i el 2004 va tornar a impactar del públic català amb l'obra Isabella's room al Teatre Lliure, recuperada el 2018 pel festival Temporada Alta. Al Lliure, també hi ha representat The lobster shop, The deer house, The art of entertainment i Begin the Beguine. El 2021 va estrenar Billy's violence a la Sala Gran del Teatre Nacional de Catalunya, on va aplegar les tragèdies de William Shakespeare, juntament amb el seu fill Victor Lauwers. L'obra va comptar amb la col·laboració dels actors Nao Albet, Juan Navarro i Gonzalo Cunill. Després, la va representar per diversos teatres europeus.
Grace Ellen Barkey és la coreògrafa de Needcompany des del 1986. També cal destacar les col·laboracions periòdiques, des del 1993, de l'actriu teatral Viviane De Muynck i la ballarina Carlotta Sagna, que van ballar a Needcompany del 1993 al 2003. Cada any, el col·lectiu Needcompany produeix esbossos d'espectacles en un laboratori experimental anomenat Needlapb que mostren els processos creatius en moviment.
El setembre de 1997 se li va demanar ocupar-se del programa teatral de la documenta X de Kassel, on hi va representar Calígula d'Albert Camus. A petició de William Forsythe, va crear la producció DeaDDogsDon’tDance/DjamesDjoyceDeaD (2000) en col·laboració amb el Ballet de Frankfurt.
Alhora, ha construït una extensa sèrie d'obres d'arts visuals, que es va exhibir al centre artístic Bozar, de Brussel·les, el 2007 .

## Principals espectacles
Needcompany
- 1987: Need to Know
- 1989: Ça va
- 1990: Julius Caesar
- 1991: Invictos
- 1992: Antonius und Kleopatra
- 1992: SCHADE/schade
- 1993: Orfeo, opéra de Walter Hus
- 1994: The Snakesong Trilogy - Snakesong/Le Voyeur
- 1995: The Snakesong Trilogy - Snakesong/Le Pouvoir
- 1996: The Snakesong Trilogy - Snakesong/Le Désir
- 1996: Needcompany's Macbeth
- 1997: Caligula, No beauty for me there, where human life is rare, part one
- 1998: The Snakesong Trilogy, version adaptée avec musique live
- 1999: Morning Song, No beauty for me there, where human life is rare, part two
- 2000: Needcompany's King Lear
- 2000: DeaDDogsDon'tDance/ DjamesDjoyceDeaD
- 2001: Ein Sturm
- 2002: Images of Affection
- 2003: No Comment
- 2004: La Chambre d'Isabella (Isabella's room)
- 2006: Le Bazar du homard (The lobster shop)
- 2008: La Maison des cerfs (The deer house)
- 2008: Sad Face / Happy Face
- 2011: L'art du divertissement (The art of entertainment)
- 2012: Caligula
- 2012: Place du marché 76
- 2014: Begin the Beguine
- 2017: Le poète aveugle
- 2021: Billy's violence

## Premis i reconeixements
- 1989: Mobil Pegasus Preis, Hamburg[2]
- 1999: Premi Obie[2]
- 2005: Premi al millor espectacle estranger del Sindicat de la Crítica per a La Chambre d'Isabella (Isabella's room)[8]
- 2006: Premi de la Comunitat Flamenca de literatura dramàtica per a La Chambre d'Isabella (Isabella's room)[2]
- 2012: Honor d'Or pels Serveis a la República d'Àustria[2]
- 2014: Lleó d’Or a la trajectòria en la categoria de teatre a la Biennal de Venècia[2]

## Llibres publicats
- Lauwers, Jan. L'Énervement (en francès). Actes Sud, coedició: Fonds Mercartor, 2007, p. 192 (Arts plastiques). ISBN 978-2-7427-6788-5.
- Lauwers, Jan. La Chambre d'Isabella suivi de Le Bazar du homard (en francès). Actes Sud, 2006, p. 75 (Le Théâtre d'Actes Sud-Papiers). ISBN 978-2-7427-6108-1.
- Lauwers, Jan. La Maison des cerfs (en francès). Actes Sud, 2009, p. 59 (Le Théâtre d'Actes Sud-Papiers). ISBN 978-2-7427-8232-1.